# 南西社会開発協議会

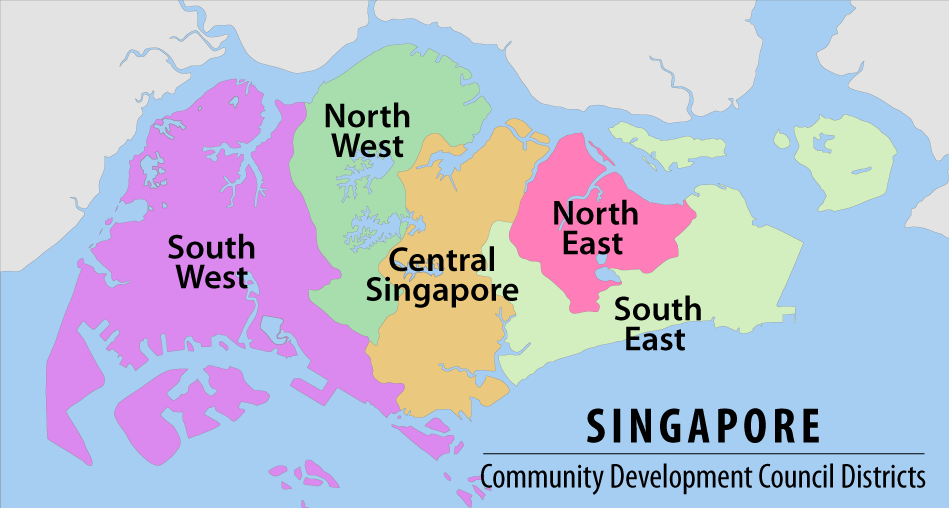
社会開発協議会の区画

南西社会開発協議会（South West Community Development Council）は、シンガポールにある5つの社会開発協議会の一つである。

## 概要
南西地区は2001年11月24日に設置され、22万世帯、73万人の人口を有する。また、ジュロン工業地区が所在する。

## 隣接行政区画
- ジョホール州（ジョホール海峡を挟んで） - マレーシア・シンガポール・セカンドリンク
- 北西社会開発協議会
- シンガポール中央社会開発協議会